# Angélica (1988)
Angélica é o álbum de estreia da apresentadora e cantora brasileira Angélica, lançado em agosto de 1988 pelo selo Discos CBS (atual Sony Music Brasil). O destaque do álbum é a canção “Vou de Táxi”, uma versão em português  de "Joe le taxi", lançada por Vanessa Paradis, que se tornou a mais famosa da carreira fonográfica de Angélica.
Com o sucesso na TV, Angélica foi contratada pela gravadora mencionada, que desejava transformá-la em uma artista de música pop, aproveitando o auge da música infantil no Brasil. A produção do trabalho ficou a cargo de Marco Mazzola, que teve a assistência de Piska e Antonio Foguete. As faixas foram gravadas no estúdio Sigla, Floresta, no Rio de Janeiro. 
O lado A do disco inclui versões em português de músicas internacionais, como as de: "Iko Iko", "If" e "Na Na Hey Hey Kiss Him Goodbye". Enquanto o lado B traz canções inéditas como: "Eu Não Sabia Que Você Existia", "Nosso Amor É uma Festa"  e "Eu Digo Sim", o segundo single com maior sucesso comercial. 
O sucesso comercial foi impulsionado por uma ampla divulgação na mídia, incluindo aparições em programas de TV, videoclipes, shows e comerciais. As vendas atingiram mais de 1,2 milhões de cópias no Brasil até inícios de 1990, o que o tornou elegível a discos de ouro e de platina no país.

## Antecedentes
Angélica começou sua carreira na TV em 1987, tendo sido descoberta pelo diretor Maurício Sherman na Rede Manchete. Ela estreou no programa infantil Nave da Fantasia em 6 de abril de 1987 e, mais tarde, no programa juvenil Shock. Seu maior sucesso veio ao substituir Xuxa no Clube da Criança a partir de 12 de outubro de 1987.
Em 6 de agosto de 1988, Angélica começou a apresentar o programa musical Milk Shake nas tardes de sábado na Rede Manchete. O programa, que misturava música, humor e entrevistas, foi um sucesso de audiência. Com o sucesso na TV, Angélica foi contratada pela CBS Records que queria fazer dela uma artista pop para lucrar naqueles que eram os tempos áureos da música infantil em território brasileiro.

## Produção e gravação
O álbum foi produzido por Marco Mazzola, com a assistência de Piska e Antonio Foguete. As gravações ocorreram no estúdio Sigla, Floresta, com o trabalho dos técnicos: Luis Paulo, Felipe Nery, Beto, D'Orey e M. Jorge Felipe, contando com o auxílio de Sérgio, Marquinho, Julinho, Cesar, Ivan, William e Julio. O arranjador foi Flávio Monteiro e a edição ficou a cargo de Elio Gomes.
Entre as dez faixas que compõem o LP e a fita cassete está uma versão em português da música "Iko Iko", feita por Edgard Poças. A canção original cujo título é "Jock-A-Mo", foi escrita e lançada em 1953, como um single do grupo James James "Sugar Boy" Crawford and his Cane Cutters, mas não conseguiu entrar nas paradas musicais. Tornou-se popular pela primeira vez em 1965 pelo grupo feminino Dixie Cups, que mudou o título para "Iko Iko", e alcançou a posição de número 20 na Billboard Hot 100.
A canção "Na Na Na Hey Hey Tchau Tchau" é a faixa de número 5 do lado A. Trata-se de uma versão da música "Na Na Hey Hey Kiss Him Goodbye", de 1969, escrita e gravada por Paul Leka, Gary DeCarlo e Dale Frashuer, atribuída a uma banda fictícia chamada Steam. Foi lançada pelo selo subsidiário da Mercury, Fontana Records, e se tornou um single pop número um na Billboard Hot 100 no final de 1969.
A música que encerra o álbum é “Nosso Amor é uma Festa”, composição de Piska, que fez parte da trilha sonora do filme Os Trapalhões na Terra dos Monstros, de 1989, o qual Angélica protagoniza junto com o quarteto humorístico: Os Trapalhões.
Com relação a capa e o aspecto visual do projeto, as fotos são de Marcelo Faustini, a produção ficou a cargo de Fabian, a direção de arte de Carlos Nunes e a coordenação gráfica de Cristina Portella.

## Lançamento e divulgação
Segundo o jornal A Tribuna, o lançamento de Angélica ocorreu em agosto de 1988. Com ótimo desempenho de suas canções nas rádios, a cantora fez um número substancial de comerciais. Na época da páscoa de 1989, ela apareceu em um comercial de televisão feito para as lojas Americanas, vestida de bonnie, no qual saia de um ovo de Páscoa de três metros de altura, tendo a faixa "Vou de Táxi" como música incidental.
A divulgação do álbum incluiu aparições em programas de TV, shows e comerciais. Na época, ela era apresentadora do programa Milk Shake e chegou a se apresentar cantando, por exemplo, a faixa “Vou de Táxi”. Também se apresentou em outros programas da emissora, como o Ela & Ele, apresentado por Miele e Leila Richers. Mesmo sendo contratada da Rede Manchete, chegou a se apresentar em programas de sucesso da TV Globo, tais como:  Xou da Xuxa e Globo de Ouro. Na época, sua assessoria revelou que a utilização de sua imagem por outra emissora estava incluída em clausula contratual, sob o qual a cantora estaria livre para divulgação de seu trabalho fonográfico nas emissoras concorrentes.
Na turnê de divulgação do álbum, que estreou no dia 7 de março de 1989, no Olympia, em São Paulo, a artista cantava todas as canções presentes em Angélica e se apresentava no palco junto das clubetes (fantasiadas de coelho e ursos panda), um palhaço e um grupo de balé. Internacionalmente, a cantora chegou a se apresentar em Paris e em Nice. Na França, segundo o jornal O Liberal, ela gravou para a emissora FTV o programa Carnaval dos Carnavais.

## Singles
"Vou de Táxi" foi lançada como primeiro single, antes do lançamento do álbum. A canção é uma versão de "Joe le Taxi", cantada originalmente em francês pela cantora Vanessa Paradis, que se tornou a mais tocada nas rádios francesas em 1987. A versão de Angélica tornou-se um dos maiores sucessos dos anos de 1980 no Brasil, e o maior de sua carreira fonográfica, aparecendo em diversas paradas musicais. Com o sucesso, a CBS Discos enviou as rádios um LP promocional com uma versão remixada, algo que ainda era pouco comum entre artistas brasileiros. A música ganhou um videoclipe que traz referências ao filme A Lagoa Azul, de 1980. O clipe foi criado pelo designer Hans Donner e teve direção de Paulo Trevisan. As gravações ocorreram nas praias de Cabo Frio, situado na Região dos Lagos do estado do Rio de Janeiro. A estreia ocorreu no programa Fantástico, da TV Globo, em 12 de março de 1989.
"Eu Não Sabia Que Você Existia", composição de Renato Barros e Tony, foi lançada como segundo single, ainda em 1988. Trata-se de uma versão cover, da faixa originalmente lançada pela dupla Leno & Lílian, sucesso da época da Jovem Guarda.
"Primeiro Amor" foi lançada como terceiro single em 1988. A faixa é uma versão da canção "If", feita por Aloysio Reis e Biafra. Originalmente escrita em inglês pelo cantor e compositor americano David Gates em 1971, foi popularizada por seu grupo Bread. Quando lançada como single em 1971, "If" alcançou a 4ª posição no Billboard Hot 100 dos Estados Unidos.
"Eu Digo Sim", composição de Carlos Pedro, Ed Wilson e Paulo Ricardo, foi o último single a ser lançado, também em 1988. Chegou a ser apresentada tanto em programas de TV brasileiros, como o Viva a Noite, quanto em uma performance no Festival Le Carnaval des Carnavales, na França, no qual Angélica foi apresentada como "Rainha Brasileira do Carnaval". O evento foi gravado pela TF1 e, posteriormente, exibido para toda a Europa. Devido ao sucesso nas paradas musicais, tornou-se, junto com "Vou de Táxi", a única canção do primeiro álbum a ser incluída na coletânea intitulada: Os 14 Grandes Sucessos de Angélica, de 1996.

## Prêmios e nomeações
O sucesso da canção "Vou de Táxi" fez com que Angélica ganhasse o “Prêmio Rádio Globo”, que visava homenagear os profissionais que mais se destacaram no ano de 1988, em diversos setores. A cantora também foi indicada ao prêmio Troféu Imprensa na categoria de Revelação do Ano, no qual competiu com o ator Guilherme Fontes (por sua performance como Rei, na telenovela Bebê a Bordo, da TV Globo) e o cantor Ed Motta, sendo esse último mencionado o vencedor.

## Desempenho comercial
O álbum vendeu 200 mil cópias em apenas duas semanas de lançamento. Em 3 de dezembro de 1988, o Jornal do Commercio publicou uma nota dizendo que Angélica recebeu na gravação do programa Milk Shake, o seu primeiro disco de ouro, por ter atingido vendas de mais de 100 mil exemplares.
As vendas continuaram a aumentar progressivamente. Em março de 1989, o jornal O Liberal afirmou que 450 mil cópias haviam sido vendidas. Na edição de 17 de junho de 1989, a revista Manchete informou que o álbum foi certificado como disco de platina no Brasil. No mesmo ano, a artista se apresentou no programa Viva a Noite, do SBT, apresentado por Gugu Liberato, de quem recebeu um disco duplo de platina por vendas superiores a 500 mil cópias. Em outubro de 1989, o Jornal do Commercio afirmou que as vendas tinham atingido mais de 650 mil cópias. Por fim, a revista  Manchete afirmou, em novembro de 1990, que o álbum vendera 1,2 milhões de cópias no Brasil.
Em relação às paradas de sucesso, atingiu a posição de número 2 na lista de discos mais vendidos do Jornal do Brasil, em 27 de fevereiro de 1989. Terminou o ano de 1988 como o 45º disco mais vendido no Brasil na lista do instituto Nelson Oliveira Pesquisa e Estudo de Mercado (Nopem).

## Lista de faixas
- Créditos adaptados do LP Angélica, de 1988.[4]

Lado A
| N.º | Título                                                          | Compositor(es)                                                                                      | Duração |  |
| 1.  | "Vou de Táxi" (Joe le taxi)                                     | Étienne Roda-Gil Franck Langolff Vrs.: Aloysio Reis Byafra                                          | 3:18    |  |
| 2.  | "Primeiro Amor" (If)                                            | David Gates Vrs.: Reis Byafra                                                                       | 3:06    |  |
| 3.  | "Milk Shake" (Iko Iko)                                          | Rosa Lee Hawkins Barbara Ann Hawkins Joan Marie Johnson Jesse Thomas Steve Jones Vrs.: Edgard Poças | 4:20    |  |
| 4.  | "Coração na Multidão"                                           | Paul Mounsey Vrs.: Poças                                                                            | 3:40    |  |
| 5.  | "Na Na Na Hey Hey Tchau Tchau" (Na Na Hey Hey Kiss Him Goodbye) | Paul Leka Gary DeCarlo Dale Frashuer Vrs.: Cristina Rozwadowski                                     | 3:41    |  |

Lado B
| N.º | Título                          | Compositor(es)                       | Duração |  |
| 1.  | "Eu Digo Sim"                   | Carlos Pedro Ed Wilson Paulo Ricardo | 3:40    |  |
| 2.  | "Eu Não Sabia Que Você Existia" | Renato Barros Tony                   | 3:00    |  |
| 3.  | "Não Dá Mais"                   | Cláudio Rabello Torcuato Mariano     | 4:06    |  |
| 4.  | "Super Cat"                     | Cláudia Olivetti Lincoln Olivetti    | 3:27    |  |
| 5.  | "Nosso Amor É Uma Festa"        | Piska                                | 3:28    |  |

## Tabelas
| Tabela musical (1989) | Melhor posição |
| --------------------- | -------------- |
| Brasil (Nopem)        | 2              |

| Tabela musical (1988) | Posição |
| --------------------- | ------- |
| Brasil (Nopem)        | 45      |

## Certificações e vendas
| Região | Certificação | Vendas estimadas |
| ------ | ------------ | ---------------- |
| Brasil | 2× Platina   | 1,200,000        |